# Під прикриттям (серіал)
Під прикриттям (англ. Gangland Underover) — біографічна кримінальна драма, заснована на реальних подіях. В основі сюжету — історія дилера Чарльза Фалько, який веде подвійне життя протягом трьох років. Чоловік  звинувачується в торгівлі наркотиками і йому загрожує 20 років ув'язнення . Але, щоб уникнути покарання, Чарльз повинен співпрацювати з владою, і тому стає агентом. Його місія надзвичайно складна, він повинен стати членом однієї з найнебезпечніших і найжорстокіших банд Америки — Вагос. Члени цього угруповання займаються торгівлею зброєю і збутом наркотиків, вбивствами і відмиванням грошей. 

## Передмова
Передмова перед початком першого епізоду звучить так: «Ця історія заснована на подіях, що відбулись в житті Чарльза Фалько між 2003 і 2006, коли він став членом горезвісної і нещадної банди байкерів. Імена, місця і ключові деталі змінені, щоб захистити людей, які брали в цьому участь».
Введення: (озвучується голосом Чарльза Фалько):
| Ліві лапки | Коли я вперше погодився стати подвійним агентом і вступити в банду байкерів, я робив це для того, щоб врятувати себе. Але після трьох років покарати поганих хлопців стало моєю особистою місією. Я бачив в цьому шанс спокутувати мої минулі помилки. Але я заплатив занадто тяжку ціну. Я Чарльз Фалько, і це моя історія. | Праві лапки |

## Актори

### Головні актори
- Деймон Ран'єн Чарльз Фалько, дилер який уклав договір з ATF і став подвійним агентом, засланий в банду Вагос; з найнижчого звання він стає повноцінним членом банди.
- Ері Кохен Майк Козінскі (Коз), спеціальний агент ATF і начальник Фалько.
- Пауліно Нюнес Шизо, президент Вагос.
- Джеймс Кейд Стеш, проспект Вагос, який став повноцінним членом.
- Іоан Метью Дарко, член Вагос.
- Стефан Ерік Макінтаєр Кід, віце-президент Вагос і відповідальний за Фалько.
- Дон Френкс Змій, капітан доріг Вагос.
- Меланія Скрофано Сюзанна, подруга Стелли і дівчина Фалько.

### Другорядні актори
- Кіра Фрейзен Стелла, дружина Шизо.
- Ешлі Треденік Червона, дружина Кіда.
- Патрісія Маккінзі Саманат Кайлз, детектив.
- Джесіка Хурас Наталі, колишня дружина Чарльза Фалько.
- Маркус Парілло Фелікс, інтернаціональний президент Вагос.
- Джон Тенч Зелений, член австралійської банди Вагос, інформатор ATF.
- Романо Орзарі Бернард, колишній партнер Фалько по наркобізнесу.
- Рон Кеннел Різз, наркодилер.
- Данціель Вілтон Хаммер, дійсний член банди Вагос, підрозділу Шизо, підозрювався в зраді.
- Майкл Ревентар Тор, інформатор Фалько.
- Алесандро Амбуджо Ель Торо Мало, голова тюрми.

## Епізоди
| Сезон | Епізоди | Епізоди | Оригінальний показ | Оригінальний показ |
| Сезон | Епізоди | Епізоди | Перший показ       | Останній показ     |
| ----- | ------- | ------- | ------------------ | ------------------ |
| 1     | 6       | 6       | 24 лютого 2015     | 31 березня 2015    |
| 2     | 8       | 8       | 26 вересня 2016    | 14 листопада 2016  |

## Додаткові посилання
- Офіційний сайт
- Фан сайт